# Inkubationstid
Inkubationstid är den tid som förflyter mellan smittotillfället och tidpunkten då en sjukdom bryter ut. Inkubationstiden varierar beroende på vilken infektion människan eller djuret drabbats av. 
För förkylningsvirus finns ingen bestämd inkubationstid. Viruset kan ligga i kroppen och vänta på att immunförsvaret blir svagare för att sedan attackera. Andra sjukdomar, som till exempel vattkoppor, har en något mer bestämd inkubationstid.
| Sjukdom           | Inkubationstid | Sjukdom          | Inkubationstid |
| Difteri           | 2–5 dagar      | Påssjuka         | 16–20 dagar    |
| Dysenteri         | 1–7 dagar      | Rosfeber         | 1–8 dagar      |
| Ebolafeber        | 2–21 dagar     |                  |                |
| Fläcktyfus        | 10–14 dagar    | Röda hund        | 14–20 dagar    |
| Gonorré           | 1–4 dagar      | Scharlakansfeber | 2–5 dagar      |
| Skabb             | 2–10 veckor    | Malaria          | 1–4 veckor     |
| Hepatit B         | 2–6 månader    |                  |                |
| Influensa         | 1–4 dagar      | Smittkoppor      | 1–8 dagar      |
| Klamydiainfektion | 7–14 dagar     | Stelkramp        | 6–14 dagar     |
| Kikhosta          | 7–14 dagar     | Syfilis          | 14–42 dagar    |
| Kolera            | 1–2 dagar      | Tularemi         | 2–5 dagar      |
| Körtelfeber       | 4–6 veckor     |                  |                |
| Mässling          | 10–11 dagar    | Tyfus            | 8–14 dagar     |
| Pest              | 3–7 dagar      | Vattkoppor       | 14–20 dagar    |
| Polio             | 7–14 dagar     | Weils sjukdom    | 7–14 dagar     |

Lepra, även känt som spetälska är en av sjukdomarna med längst inkubationstid då man kan bli smittad redan som barn men sjukdomen behöver inte bryta ut förrän i vuxen ålder.